# Limeuil (Fundstätte)
Die jungpaläolithische Fundstätte von Limeuil im französischen Département Dordogne ist durch zahlreiche gravierte Steinplatten aus dem Magdalénien bekannt geworden.

## Geographie, Geologie und Lagebeschreibung

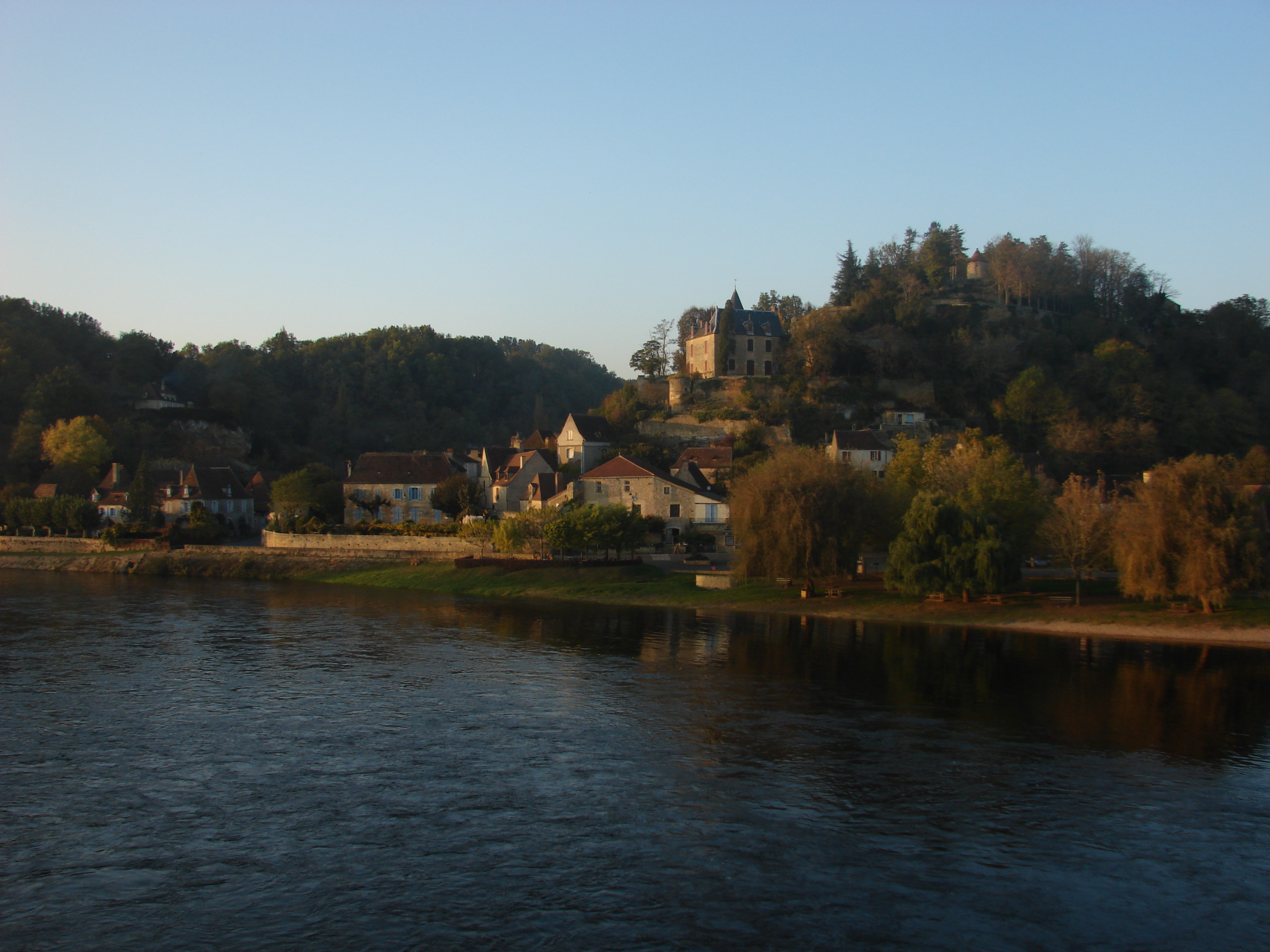
Der alte Ortskern von Limeuil

Die Fundstätte von Limeuil befindet sich inmitten des mittelalterlichen Ortskerns von Limeuil, am Zusammenfluss von Vézère und Dordogne. Die Jäger des ausgehenden Jungpaläolithikums hatten sich hier unterhalb eines kleinen, die Flussmündung beherrschenden Kalkmassivs aus flachliegendem Coniacium angesiedelt.
Die Lagerstätte erstreckt sich rund 30 Meter entlang eines Abhangs unterhalb zweier Kallkausbisse. Es handelt sich hier also um einen im Freien gelegenen Siedlungsplatz, der dann später auch den unmittelbaren Bereich der teils überhängenden Felsen mit einbezog.

## Forschungsgeschichte
Das Niveau der archäologischen Schicht wurde zufällig bei Erdarbeiten an der Bäckerei von Léo Bélanger angegraben. Daraufhin wurde Jean Bouyssonie, ein Prähistoriker aus Brive, vom damaligen Wissenschaftsministerium mit Grabungsarbeiten beauftragt, die er zwischen 1909 und 1913 durchführte. Diese Arbeiten gestalteten sich als sehr schwierig, da die vorhandene Bausubstanz respektiert werden musste.

## Stratigraphie
Die Fundschicht stammt aus dem Magdalénien VI.

## Funde
Die Steinartefakten werden von Sticheln beherrscht, darunter auch einige Papageienschnäbel (franz. burins bec-de-perroquet). Unter den Knochenwerkzeugen waren zweirangige Harpunen. Charakteristisch für die damalige Epoche waren Gravuren, die auf Knochen und Rentierhorn angebracht wurden. Unter den Kunstwerken beispielsweise ein durchbohrter Stab, der mit Rentieren und Fischen verziert war. Auf anderen Stücken fanden sich Wisente, Wildpferde und als recht seltene Besonderheit gar ein Fuchs.
Die Gravuren sind wie vergleichbare Werke aus der Höhle von Teyjat von sehr feiner Linienführung und von fast photographisch wirkender Naturtreue. Wie auch in Teyjat herrschen in Limeuil die Abbildungen von Hirschen und Rentieren eindeutig vor (50 % der Abbildungen), gefolgt von Wildpferden (um 30 %), Auerochsen, Wisenten und Steinböcken. Auch zwei Bären und ein Fuchs treten auf.

## Bedeutung
Die Originalität Limeuils begründen fast zweihundert gravierte Kalkplatten verschiedener Größenordnung. Jean Bouyssonie hat über hundert von ihnen veröffentlicht. Die schiere Anzahl dieser Platten lässt laut André Leroi-Gourhan womöglich auf das Vorhandensein eines heiligen Bezirks, einer Art „Künstlerwerkstatt“, oder gar einer Art „Akademie“ schließen.
Zum ersten Mal wurde in Limeuil zwischen den Extremitäten der dargestellten Tiere mit einer dickgezogenen Linie der Erdboden dargestellt.

## Alter
Die Lagerstätte von Limeuil stammt aus dem Magdalénien VI, sie ist daher vor zirka 12.000 Jahren BP bewohnt worden.